# Marguerite Williams
Marguerite Thomas Williams (24 de diciembre de 1895 - 17 de agosto de 1991) fue una geóloga estadounidense. Fue la primera afroestadounidense en ganar un doctorado en geología en EE. UU.

## Educación y años tempranos
Williams nació en Washington D. C. en 1895. Enseñó allí, y en escuelas elementales, por siete años; antes de ganar una licenciatura Bachelor de Artes de la Universidad Howard en 1923. Williams era discípula del biólogo afroestadounidense Ernest Everett Just. Trabajó como un profesor asistente de geología en la Miner Teacher's (hoy parte de la Universidad del Distrito de Columbia) en Washington D. C. de 1923–1933. Se le concedió una licencia de Miner para seguir su maestría en geología en la Universidad de Columbia, que completó, en 1930.
En 1942,  completó su PhD con una disertación de tesis en la Catholic University. El título de su disertación era Una Historia de Erosión en la Cuenca de Drenaje Anacostia. Su disertación fue publicada por la Catholic University of America Press.

## Disertación de tesis
En su disertación, Una Historia de Erosión en la Cuenca de Drenaje Anacostia, Williams buscó explorar en los factores que finalmente operan en la erosión observada en el río Anacostia. Poco se había hecho en términos de examinar las regiones superior e inferior del río, y la sedimentation de la cuenca. La inundación de Bladensburg, Maryland precipitó la erosión, y había causado necesidades para una investigación. Concluyó que además de la erosión natural, las actividades humanas que incluyen deforestación, agricultura y urbanización aceleraron el proceso.

## Carrera
Williams pasó la mayor parte de su carrera enseñando cursos de geología y ciencias sociales. Además de enseñar y servir como la cátedra del departamento de geología en la Miner Teacher's College (1923-1933), y también enseñó en la Universidad de Howard durante los años 40. y, se retiró en 1955.

## Otras lecturas
- Pittser, Sharan E. 1999. «Early Women Geography Educators, 1783-1932». Journal of Geography 98 (6): 302-307. 1999. doi:10.1080/00221349908978944.  (6): 302–307. doi:10.1080/00221349908978944.